# Discografia de Michael Bublé
O cantor canadense Michael Bublé inclui nove álbuns de estúdio, três álbuns ao vivo, nove extended plays, dezessete singles e catorze videoclipes gravados. Suas gravações são distribuídas pela Warner Bros. Records através também dos selos Reprise e 143 Records desde 2003.
Bublé lançou-se na carreira artística com seu primeiro EP, First Dance, em 1995. Em 2001 e 2002, o cantor lançou os álbuns BaBalu e Dream respectivamente, sem nenhuma gravadora. Em 2003, após fechar contrato com a 143 Records, lançou seu primeiro álbum de estúdio, o autointitulado Michael Bublé, considerado um grande sucesso de crítica e vendas. Em maio do mesmo ano, lançou seu primeiro álbum ao vivo, Come Fly with Me e seu segundo e terceiro EPs, Totally Bublé e Let It Snow. Dois anos mais tarde, foi lançado It's Time, seu segundo álbum que obteve diversas certificações de vendas em vários países. No mesmo ano, lançou seu segundo álbum ao vivo, Caught in the Act e Michael Bublé (XMAS Edition) - uma versão natalina de seu álbum de estreia - sendo certificado em platina no Reino Unido. Em 2006, lançou o EP With Love, conquistando uma certificação em ouro pela RIAA.
Em 2007, Bublé lançou seu terceiro álbum de estúdio, Call Me Irresponsible e no ano seguinte, A Taste of Bublé, seu sexto EP. O terceiro álbum ao vivo, Michael Bublé Meets Madison Square Garden foi lançado pouco antes do álbum de estúdio Crazy Love, em 2009. Em 2011, o cantor lançou o álbum Christmas, dedicado a canções populares natalinas e contendo colaborações com The Puppini Sisters, Thalía e Shania Twain, sendo um de seus trabalhos mais aclamados por crítica e público.
Ao todo, o cantor canadense vendeu mais de 30 milhões de cópias mundialmente, mais de 18 milhões somente nos Estados Unidos. Talentoso, venceu quatro vezes o Prêmio Grammy e emplacou quatro álbuns consecutivos em primeiro lugar na Billboard 200.

## Discografia

### Álbuns de estúdio
| Ano  | Álbum | Melhores posições | Melhores posições | Melhores posições | Melhores posições | Melhores posições | Melhores posições | Melhores posições | Vendagem                                               | Certificação                                                                                  |
| Ano  | Álbum | CAN               | ALE               | AUS               | AUT               | EUA               | GBR               | IRL               | Vendagem                                               | Certificação                                                                                  |
| ---- | --- | ----------------- | ----------------- | ----------------- | ----------------- | ----------------- | ----------------- | ----------------- | ------------------------------------------------------ | --------------------------------------------------------------------------------------------- |
| 2001 | BaBalu - Lançamento: 2001 - Formato: CD - Gravadora: Independente                                                | —                 | —                 | —                 | —                 | —                 | —                 | —                 |                                                        |                                                                                               |
| 2002 | Dream - Lançamento: 2002 - Formato: CD - Gravadora: Independente                                                 | —                 | —                 | —                 | —                 | —                 | —                 | —                 |                                                        |                                                                                               |
| 2003 | Michael Bublé - Lançamento: 11 de fevereiro de 2003 - Formato: CD, download digital - Gravadora: 143 / Reprise   | 7                 | 49                | 1                 | —                 | 47                | 6                 | 8                 | - : 3.000.000 - : 1.000.000 - : 600.000 - : 400.000    | - 4× Platina - 7× Platina - Platina - 2× Platina                                              |
| 2005 | It's Time - Lançamento: 8 de fevereiro de 2005 - Formato: CD, download digital - Gravadora: 143 / Reprise        | 1                 | 2                 | 2                 | 3                 | 7                 | 4                 | 5                 | - : 10.000.000 - : 3.790.000 - : 600.000 - : 600.000   | - 6× Platina - 5× Platina - 2× Platina - Ouro - 3× Platina - Platina - 2× Platina - Platina   |
| 2007 | Call Me Irresponsible - Lançamento: 1 de maio de 2007 - Formato: CD, download digital - Gravadora: 143 / Reprise | 1                 | 5                 | 1                 | 8                 | 1                 | 1                 | 1                 | - : 8.500.000 - : 2.244.000 - : 1.500.000 - : 400.000  | - 4× Platina - 5× Platina - Platina - Platina - 2× Platina                                    |
| 2009 | Crazy Love - Lançamento: 9 de outubro de 2009 - Formato: CD, download digital - Gravadora: 143 / Reprise         | 1                 | 5                 | 1                 | 8                 | 1                 | 1                 | 1                 | - : 8.000.000 - : 2.000.000 - : 3.100.000 - : 400.000  | - 4× Platina - 5× Platina - Platina - Ouro - 2× Platina - 15× Platina - 10× Platina - Platina |
| 2011 | Christmas - Lançamento: 24 de outubro de 2011 - Formato: CD, download digital - Gravadora: 143 / Reprise         | 1                 | 1                 | 1                 | 1                 | 1                 | 1                 | 1                 | - : 10,674,000 - : 4.200.000 - : 2.700.000 - : 444.000 | - Diamante - 2× Diamante - 5× Ouro - Ouro - 8× Platina - 9× Platina - Platina - Ouro          |
| 2013 | To Be Loved - Lançamento: 23 de abril de 2013 - Formato: CD, download digital - Gravadora: 143 / Reprise         | 1                 | 2                 | 1                 | 1                 | 1                 | 1                 | 1                 | - : 5.000.000 - : 1.000.000 - : 784.420 - : 350.000    | - 4× Platina - Platina - 3× Ouro - Platina - Platina - 2× Platina - 2× Platina                |
| 2016 | Nobody but Me - Lançamento: 21 de outubro de 2016 - Formato: CD, download digital - Gravadora: 143 / Reprise     | 2                 | 4                 | 2                 | 3                 | 2                 | 2                 | 2                 | - : 1.200.000 - : 250.000 - : 340.000 - : 100.000      | - Platina - Ouro - Platina                                                                    |
| 2018 | ❤️ - Lançamento: 16 de novembro de 2018 - Formato: CD, download digital - Gravadora: 143 / Reprise               | 2                 | 6                 | 2                 | 2                 | 2                 | 1                 | 4                 | - : 1.200.000 - : 351.000 - : 300.000                  | - Platina - Platina                                                                           |

### Álbuns ao vivo
| Ano  | Álbum | Melhores posições | Melhores posições | Melhores posições | Melhores posições | Melhores posições | Melhores posições | Melhores posições | Vendagem | Certificação        |
| Ano  | Álbum | CAN               | ALE               | AUS               | AUT               | EUA               | GBR               | IRL               | Vendagem | Certificação        |
| ---- | --- | ----------------- | ----------------- | ----------------- | ----------------- | ----------------- | ----------------- | ----------------- | -------- | ------------------- |
| 2004 | Come Fly with Me - Lançamento: 8 de março de 2004 - Formato: CD, download digital - Gravadora: 143 / Reprise                           | —                 | —                 | 18                | —                 | 55                | 52                | 37                |          | - 3× Platina - Ouro |
| 2005 | Caught in the Act - Lançamento: 8 de julho de 2005 - Formato: CD, download digital - Gravadora: 143 / Reprise                          | 26                | 31                | 15                | 30                | 82                | 25                | 19                |          | - 8× Platina - Ouro |
| 2009 | Michael Bublé Meets Madison Square Garden - Lançamento: 16 de junho de 2009 - Formato: CD, download digital - Gravadora: 143 / Reprise | —                 | 71                | 23                | 47                | 14                | 22                | 5                 |          | - Prata             |

### Extended plays(EPs)
| Ano                                                                             | Álbum | Melhores posições | Melhores posições | Melhores posições | Melhores posições | Vendagem | Certificação |
| Ano                                                                             | Álbum | CAN               | EUA               | GBR               | IRL               | Vendagem | Certificação |
| ------------------------------------------------------------------------------- | --- | ----------------- | ----------------- | ----------------- | ----------------- | -------- | ------------ |
| 1997                                                                            | First Dance - Lançamento: 1997 - Formato: Cassete, CD - Gravadora: Independente                                         | —                 | —                 | —                 | —                 |          |              |
| 2003                                                                            | Totally Bublé - Lançamento: 9 de setembro de 2003 - Formato: CD, download digital - Gravadora: 143 / Reprise            | —                 | —                 | 181               | 24                |          |              |
| 2003                                                                            | Let It Snow! - Lançamento: 25 de novembro de 2003 - Formato: CD, download digital - Gravadora: 143 / Reprise            | —                 | 32                | 71                | —                 |          |              |
| 2005                                                                            | More - Lançamento: 26 de junho de 2005 - Formato: CD, download digital - Gravadora: 143 / Reprise                       | —                 | —                 | —                 | —                 |          |              |
| 2006                                                                            | With Love - Lançamento: 14 de fevereiro de 2006 - Formato: CD, download digital - Gravadora: 143 / Reprise              | —                 | —                 | —                 | —                 |          | - Ouro       |
| 2008                                                                            | A Taste of Bublé - Lançamento: 29 de abril de 2008 - Formato: CD, download digital - Gravadora: 143 / Reprise           | —                 | 35                | —                 | —                 |          |              |
| 2010                                                                            | Special Delivery - Lançamento: 5 de fevereiro de 2010 - Formato: CD, download digital - Gravadora: 143 / Reprise        | —                 | 26                | —                 | 79                |          |              |
| 2010                                                                            | Hollywood: The Deluxe EP - Lançamento: 25 de outubro de 2010 - Formato: CD, download digital - Gravadora: 143 / Reprise | 13                | 10                | —                 | —                 |          |              |
| 2010                                                                            | A Holiday Gift for You - Lançamento: 1 de dezembro de 2010 - Formato: CD, download digital - Gravadora: 143 / Reprise   | —                 | —                 | —                 | —                 | —        |              |
| "—" indica que o álbum não entrou na tabela musical ou não foi lançado no país. | |                   |                   |                   |                   |          |              |

## Singles
| Ano  | Título                                                     | Melhores posições | Melhores posições | Melhores posições | Melhores posições | Melhores posições | Melhores posições | Melhores posições | Certificação                               | Álbum                 |
| Ano  | Título                                                     | CAN               | ALE               | AUS               | AUT               | EUA               | GBR               | IRL               | Certificação                               | Álbum                 |
| ---- | ---------------------------------------------------------- | ----------------- | ----------------- | ----------------- | ----------------- | ----------------- | ----------------- | ----------------- | ------------------------------------------ | --------------------- |
| 2003 | "How Can You Mend a Broken Heart"                          | —                 | —                 | —                 | —                 | —                 | —                 | —                 |                                            | Michael Bublé         |
| 2003 | "Kissing a Fool"                                           | —                 | —                 | —                 | —                 | —                 | —                 | —                 |                                            | Michael Bublé         |
| 2004 | "Sway"                                                     |                   |                   |                   |                   |                   |                   |                   |                                            | Michael Bublé         |
| 2004 | "Spider-Man Theme"                                         |                   |                   |                   |                   |                   |                   |                   |                                            | Michael Bublé         |
| 2005 | "Feeling Good"                                             |                   |                   |                   |                   |                   |                   |                   | - Prata                                    | It's Time             |
| 2005 | "Home"                                                     | —                 | 55                | 35                | 36                | 72                | 31                | 42                | - Platina - Prata                          | It's Time             |
| 2005 | "Home/Song for You"                                        | —                 | —                 | —                 | —                 | —                 | 45                | —                 |                                            | It's Time             |
| 2006 | "Save the Last Dance for Me"                               | —                 | —                 | —                 | —                 | 99                | —                 | —                 | - Ouro                                     | It's Time             |
| 2007 | "Everything"                                               | 10                | 39                | 19                | 34                | 46                | 38                | 39                |                                            | Call Me Irresponsible |
| 2007 | "Me and Mrs. Jones"                                        | —                 | —                 | —                 | —                 | —                 | 127               | —                 |                                            | Call Me Irresponsible |
| 2007 | "Lost"                                                     | 25                | 44                | —                 | 55                | 97                | 19                | 24                |                                            | Call Me Irresponsible |
| 2007 | "It Had Better Be Tonight"                                 | 89                | —                 | —                 | —                 | —                 | 74                | —                 |                                            | Call Me Irresponsible |
| 2008 | "Comin' Home Baby" (com Boyz II Men)                       | —                 | —                 | —                 | —                 | —                 | —                 | —                 |                                            | Call Me Irresponsible |
| 2009 | "Haven't Met You Yet"                                      | 5                 | 53                | 9                 | 54                | 24                | 5                 | 5                 | - Platina - 2× Platina - Platina - Platina | Crazy Love            |
| 2009 | "Hold On"                                                  | 87                | —                 | —                 | —                 | —                 | 72                | —                 |                                            | Crazy Love            |
| 2009 | "Baby (You've Got What It Takes)"                          | —                 | —                 | —                 | —                 | —                 | —                 | —                 |                                            | Crazy Love            |
| 2010 | "Cry Me a River"                                           | —                 | —                 | —                 | —                 | —                 | 34                | 29                |                                            | Crazy Love            |
| 2010 | "Crazy Love"                                               | —                 | —                 | —                 | —                 | 124               | 122               | —                 |                                            | Crazy Love            |
| 2010 | "Hollywood"                                                | 17                | —                 | 91                | —                 | 55                | 11                | 2                 | - Prata                                    | Crazy Love            |
| 2011 | "Don't Get Around Much Anymore" (com Tony Bennett)         | 38                | —                 | —                 | —                 | —                 | —                 | —                 |                                            | Duets II              |
| 2011 | "All I Want for Christmas Is You"                          | —                 | —                 | —                 | —                 | 99                | 149               | —                 |                                            | Christmas             |
| 2012 | "Georgia On My Mind" (com Ray Charles)                     | —                 | —                 | —                 | —                 | —                 | —                 | —                 |                                            | Crazy Love            |
| 2012 | "It's Beginning to Look a Lot Like Christmas/Jingle Bells" | 45                | 49                | 89                | 67                | 96                | 27                | 36                | - Prata                                    | Christmas             |
| 2012 | "White Christmas" (com Bing Crosby)                        | 72                | —                 | —                 | —                 | 124               | —                 | —                 |                                            | Christmas             |
| 2013 | "It's a Beautiful Day"                                     | 20                | 28                | 33                | 24                | 94                | 10                | 28                | - Ouro                                     | To Be Loved           |
| 2013 | "Close Your Eyes"                                          | —                 | —                 | —                 | —                 | —                 | 72                | 77                |                                            | To Be Loved           |
| 2013 | "After All" (com Bryan Adams)                              | 96                | —                 | —                 | —                 | —                 | —                 | —                 |                                            | To Be Loved           |
| 2013 | "You Make Me Feel So Young"                                | —                 | —                 | —                 | —                 | —                 | —                 | —                 |                                            | To Be Loved           |
| 2014 | "To Love Somebody"                                         | —                 | —                 | —                 | —                 | —                 | —                 | —                 |                                            | To Be Loved           |
| 2014 | "Baby, It's Cold Outside" (com Idina Menzel)               | 58                | —                 | —                 | —                 | —                 | 78                | 79                | —                                          | Holiday Wishes        |

## Outras gravações

### Participações especiais
| Ano  | Título                           | Artista       | Álbum           |
| ---- | -------------------------------- | ------------- | --------------- |
| 2000 | "Strangers in the Night"         | Michael Bublé | Duets           |
| 2000 | "Dumb ol' Heart"                 | Michael Bublé | Here's to Life! |
| 2000 | "I've Never Been in Love Before" | Michael Bublé | Here's to Life! |
| 2000 | "When You're Smiling"            | Michael Bublé | Here's to Life! |

### Colaborações com outros artistas
| Ano  | Título                          | Artista          | Álbum                                                 |
| ---- | ------------------------------- | ---------------- | ----------------------------------------------------- |
| 2003 | "Down with Love"                | Holly Palmer     | Down with Love                                        |
| 2004 | "I Won't Dance"                 | Jane Monheit     | Taking a Chance on Love                               |
| 2004 | "Elf's Lament"                  | Barenaked Ladies | Barenaked for the Holidays                            |
| 2005 | "Let There Be Love"             | Chris Botti      | To Love Again                                         |
| 2006 | "Just in Time"                  | Tony Bennett     | Duets: An American Classic                            |
| 2006 | "Steppin' Out with My Baby"     | Tony Bennett     | Duets: An American Classic                            |
| 2007 | "How About You?"                | Lou Pomanti      | Words to Music: The Canadian Songwriters Hall of Fame |
| 2007 | "You Are My Destiny"            | Paul Anka        | Classic Songs, My Way                                 |
| 2008 | "Baby, It's Cold Outside"       | Anne Murray      | Anne Murray's Christmas Album                         |
| 2009 | "When I Fall in Love"           | Boyz II Men      | Love                                                  |
| 2009 | "Baby, It's Cold Outside"       | Jennifer Hudson  | I'll Be Home for Christmas                            |
| 2009 | "Let It Snow!"                  | Jennifer Hudson  | I'll Be Home for Christmas                            |
| 2011 | "How Deep Is Your Love"         | Kelly Rowland    | Home for Christmas                                    |
| 2011 | "Don't Get Around Much Anymore" | Tony Bennett     | Duets II                                              |
| 2012 | "Damn"                          | Styles of Beyond | Reseda Beach                                          |
| 2012 | "Winter Wonderland"             | Rod Stewart      | Merry Christmas, Baby                                 |
| 2012 | "Bésame Mucho"                  | Thalía           | Habitame Siempre                                      |
| 2013 | "Pennies from Heaven"           | Paul Anka        | Duets                                                 |
| 2013 | "Soda Pop"                      | Robbie Williams  | Swings Both Ways                                      |
| 2014 | "It Had to Be You"              | Barbra Streisand | Partners                                              |
| 2014 | "Baby, It's Cold Outside"       | Idina Menzel     | Holiday Wishes                                        |
| 2015 | "Alone Again (Naturally)"       | Diana Krall      | Wallflower                                            |
| 2015 | "Fever"                         | Elvis Presley    | If I Can Dream                                        |